# Ботанічний сад Національного лісотехнічного університету України
Ботані́чний сад Націона́льного лісотехні́чного університе́ту — ботанічний сад у Львові, науково-дослідна, навчально-просвітня та природоохоронна установа загальнодержавного значення. Єдиний в Україні ботанічний сад лісівничо-ботанічного спрямування.

## Загальні відомості
Створений постановою Ради Міністрів Української РСР від 22 лютого 1991 року № 33 та Постановою Кабінету Міністрів України від 12 жовтня 1992 року № 584 на основі дендрарію (вул. Ольги Кобилянської, 1), дендропарку (вул. Генерала Чупринки, 103) та арборетуму (с. Страдч, Яворівського району, Львівської області).
Сад займає загальну площу 26 га. Географічне розташування території дендрарію і дендропарку 49º48'50" північної широти та 24º01'20" східної довготи. Висота над рівнем моря близько 340 м. Середньорічна температура повітря становить +7,6 °C; січня –4,4 °C; липня +17,5 °C; мінімальна –35,8 °C; максимальна +37,0 °C. Тривалість періоду з температурою вище 5ºС становить 210 днів. Середньорічна кількість опадів — 688 мм.
Тут зростають представники 348 таксонів деревно-чагарникових рослин. З них видів — 258, різновидів — 6, декоративних відмін — 84. Колекція представлена 119 родами, які, в свою чергу, належать до 53 родин. На території парку ростуть такі рідкісні види як амброве дерево американське, ліщина турецька, тамарикс галузистий, хурма звичайна, ясен пенсильванский, бузок звичайний, бузок карпатський, тис ягідний, магнолія кобус, катальпа бігнонієподібна, гіркокаштан червоний, платан кленолистий, гінкго дволопатеве, магнолія суланжа, горіх чорний, багрянник японський, туя велетенська, дуб болотний, дугласія, порічки криваво-червоні, вейгела квітуча, золотий дощ звичайний, туя західна та інші.
На території дендропарку розміщений колекційний фонд трав'янистої флори відкритого ґрунту, який нараховує понад 600 таксонів. Значну увагу при формуванні колекцій приділено природній флорі регіону, яка становить 200 видів. 
Крім того, на території дендропарку побудовані адміністративний і три навчальні корпуси, бібліотека, музей деревини, спортивний зал, медпункт, кафе і їдальня, гуртожиток та інші будівлі.

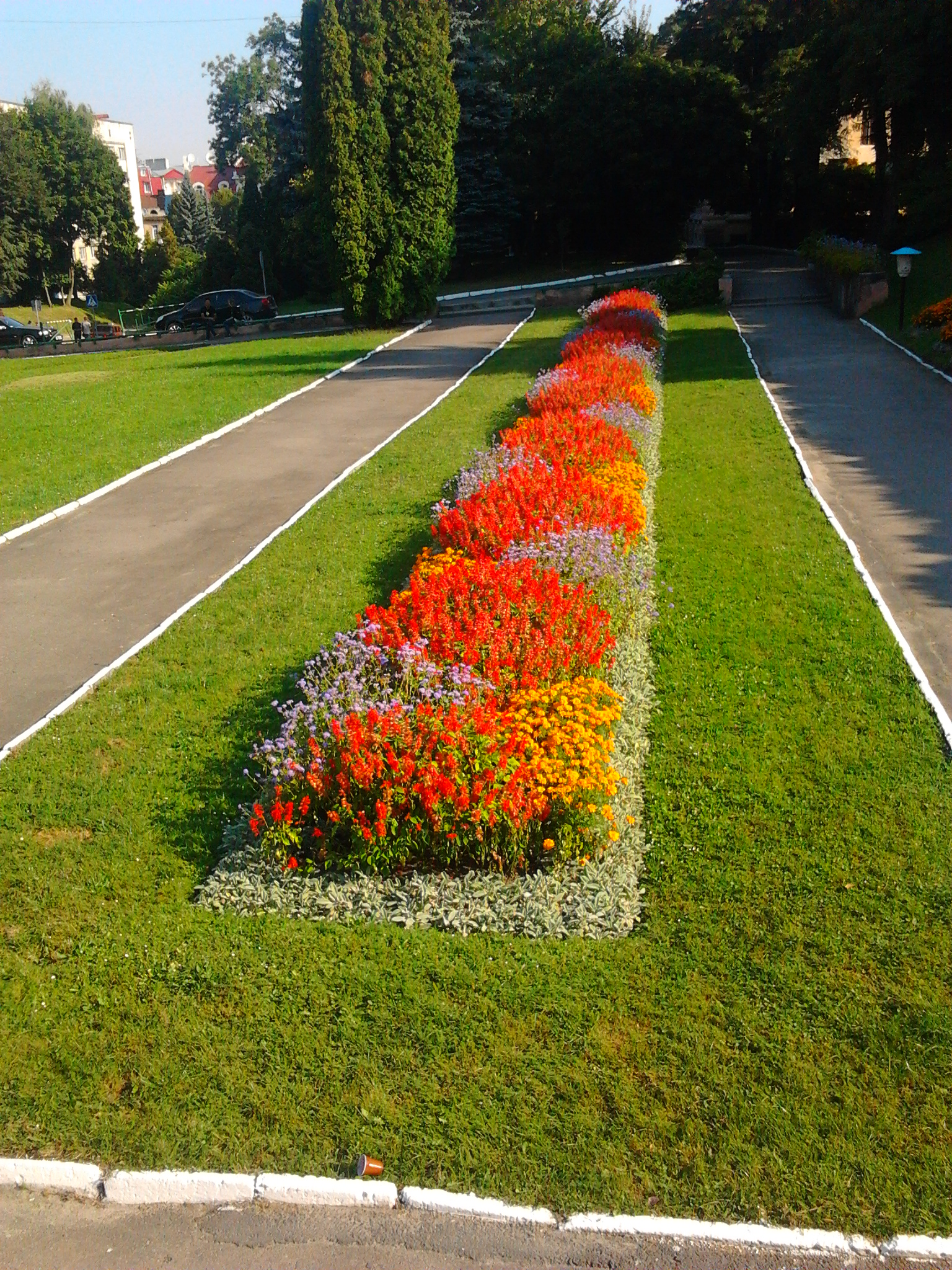
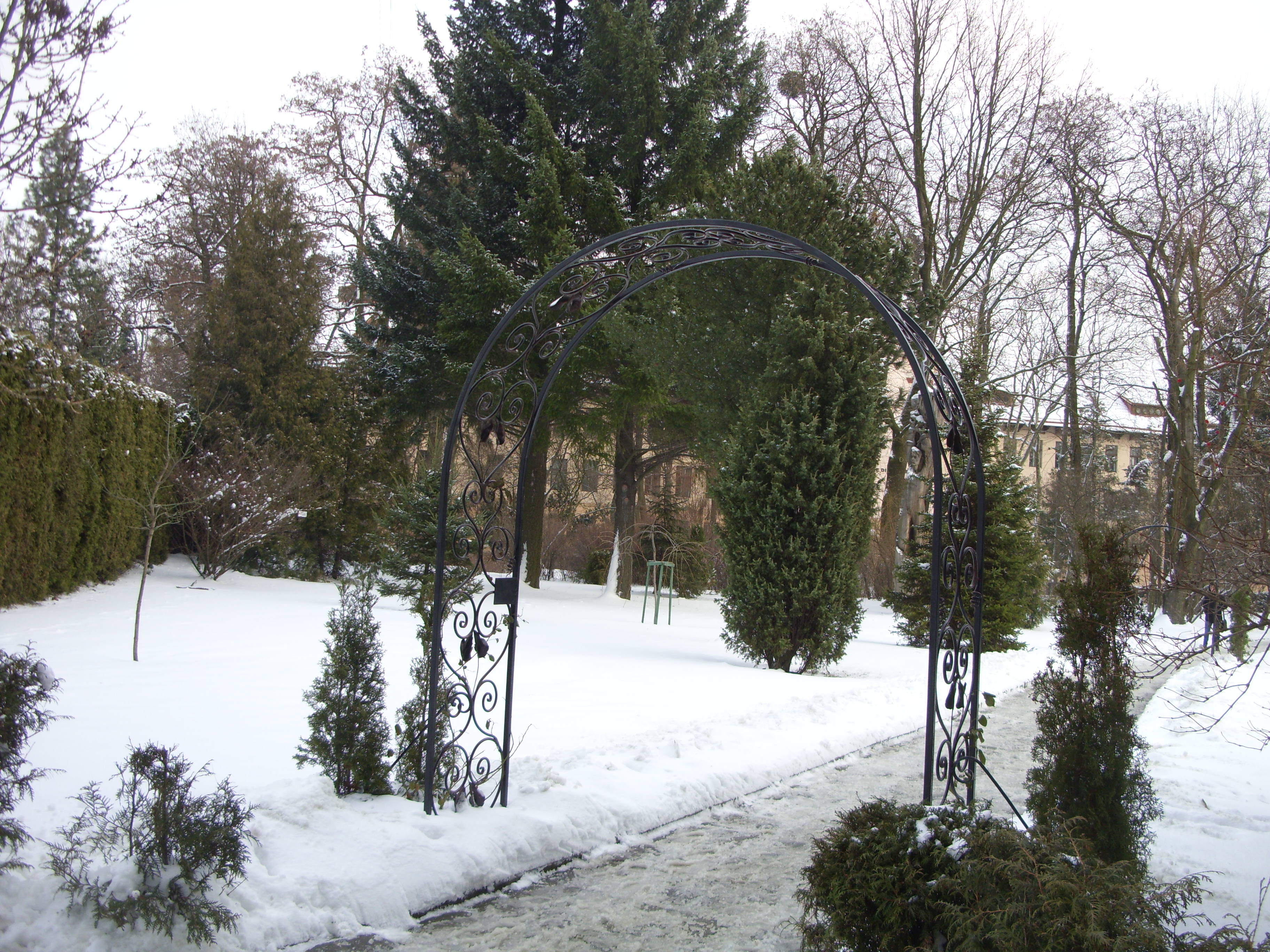
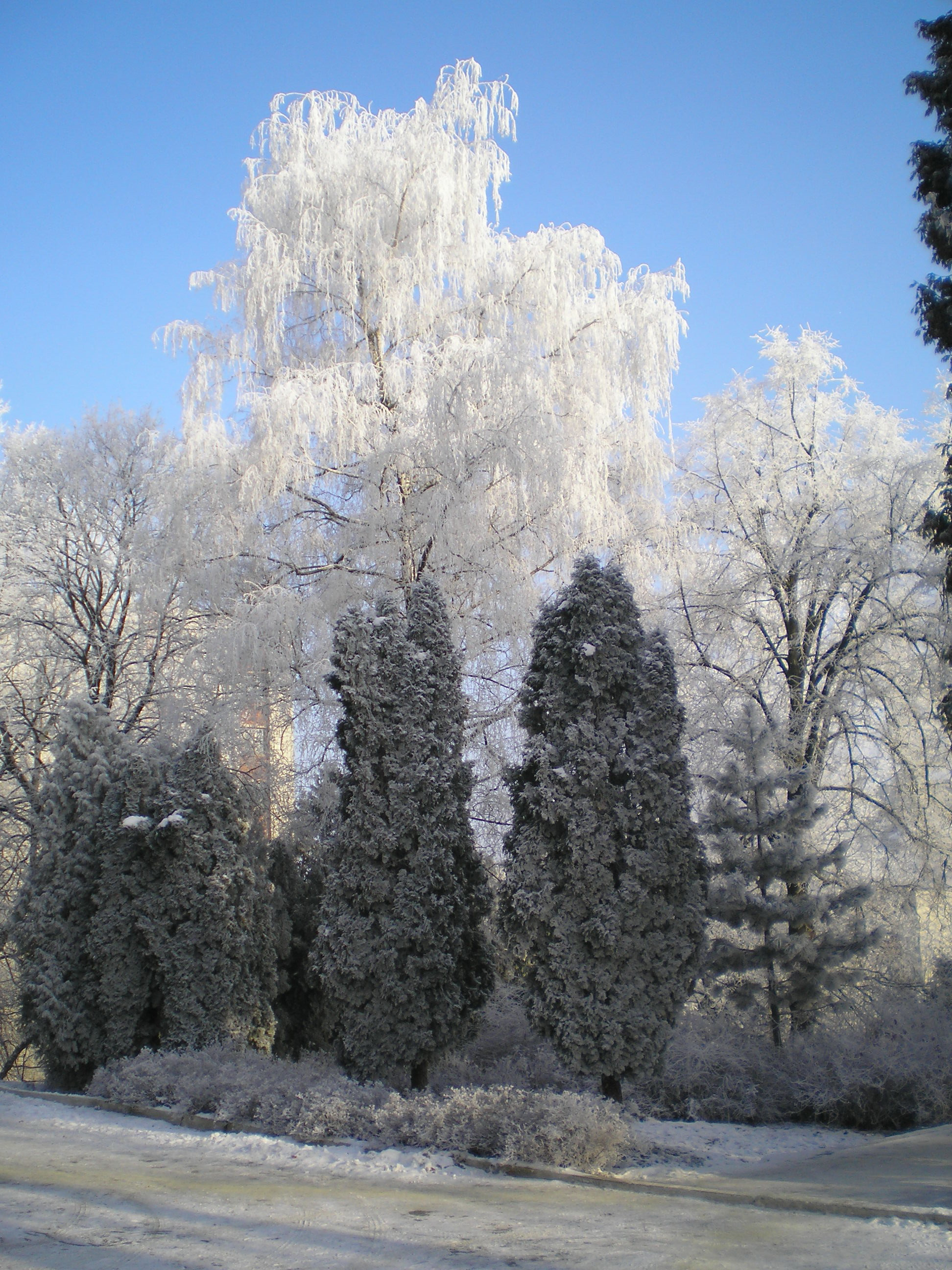
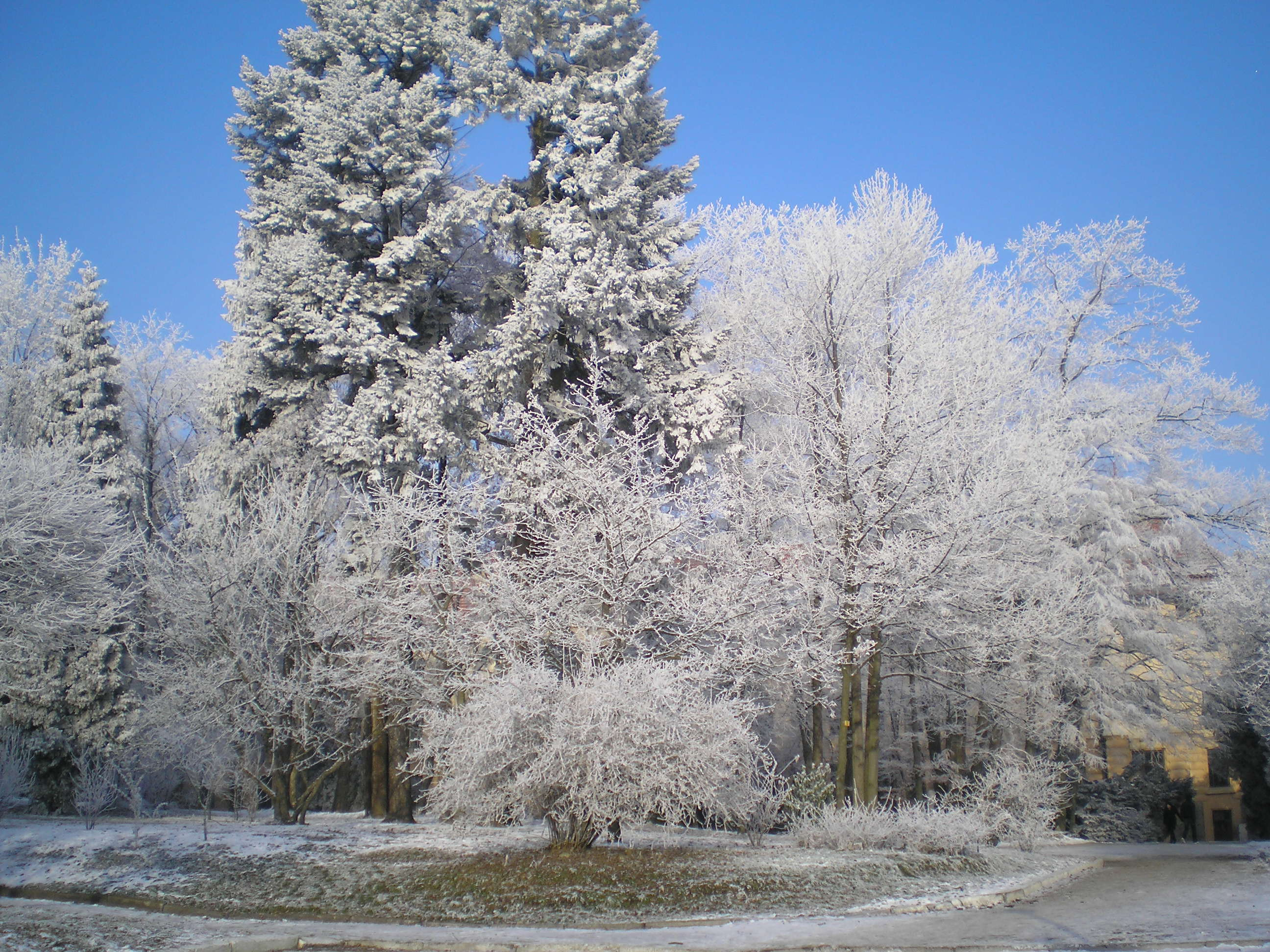
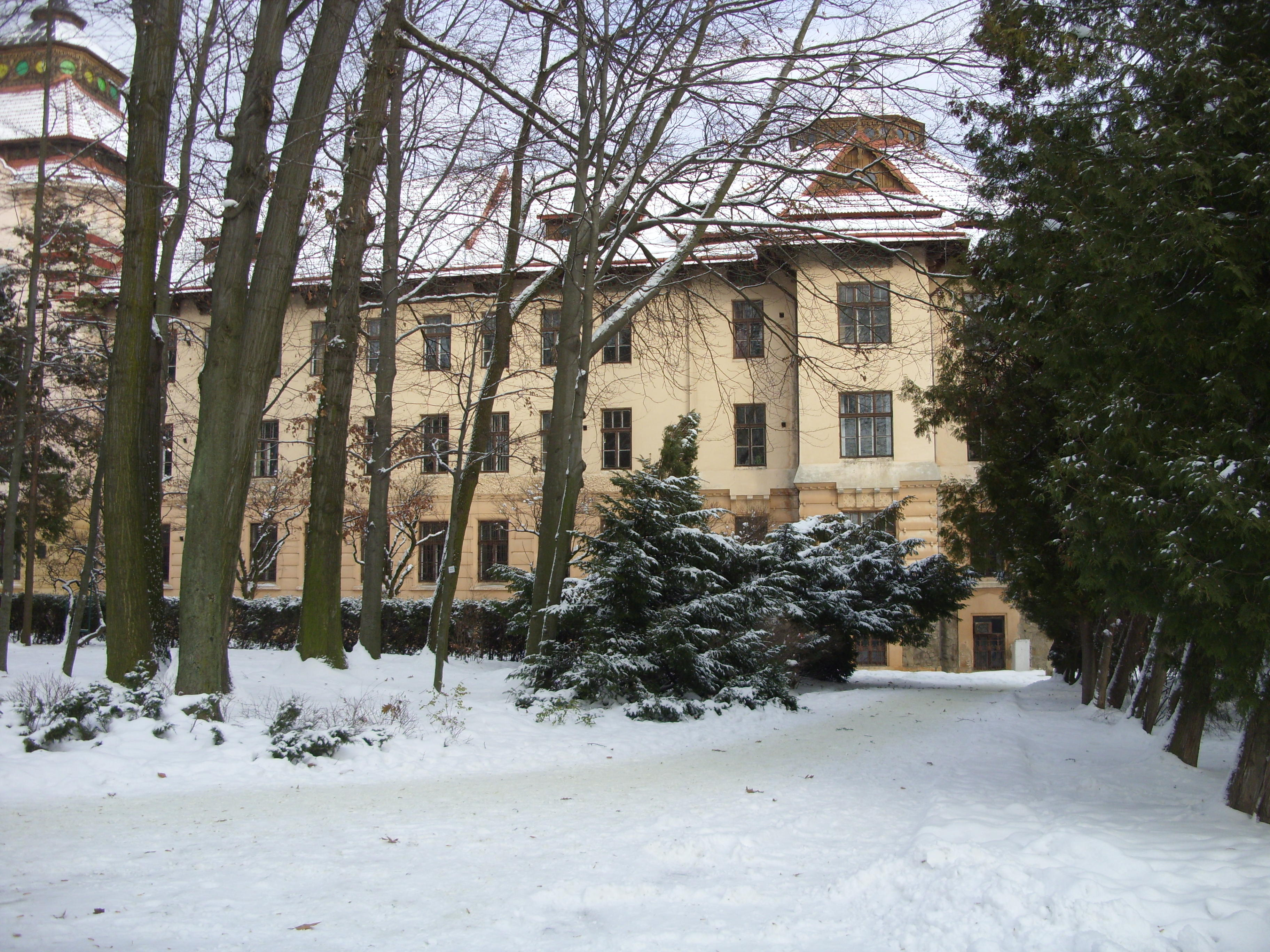

## Дендрарій
Площа дендрарію складає 0,81 га. Заснований 1874 року. Перші колекційні дерева висаджені на території Лісової школи на вул. Святого Миколая (нині — вул. Грушевського) 130 років тому. Частину з них пересадили на вулицю Кобилянської, при перенесенні сюди Лісової школи. На даний час флора дерев і чагарників дендрарію нараховує 121 таксон. За систематичним складом вони належать до 34 родин та 79 родів. Серед них найцікавішими є Pterocarya fraxinifolia (Lam. Ex Poir.) Spach, Hamamelis virginiana L., Cercidiphyllum japonicum Siebold & Zucc., Phellodendron amurense Rupr., Carya ovata (Mill.) K. Koch та C. laciniosa (F. Michx.) G. Don, Gymnocladus dioicus (L.) K. Koch, Quercus cerris L., Q. macrocarpa Michx., Q. imbricaria Michx., Q. petraea (Matt.) Liebl. та його ложкоподібна відміна Q. petraea 'Cucullata'.

## Арборетум
Арборетум закладений 1963 року у селі Страдч. На сьогодні він налічує 295 таксонів, що належать до 107 родів і 47 родин. Його окрасою є алея сорокарічних дугласій, цікаві відміни туї західної, аралія маньчжурська, представники роду соснових, у тому числі сосни кедрові.

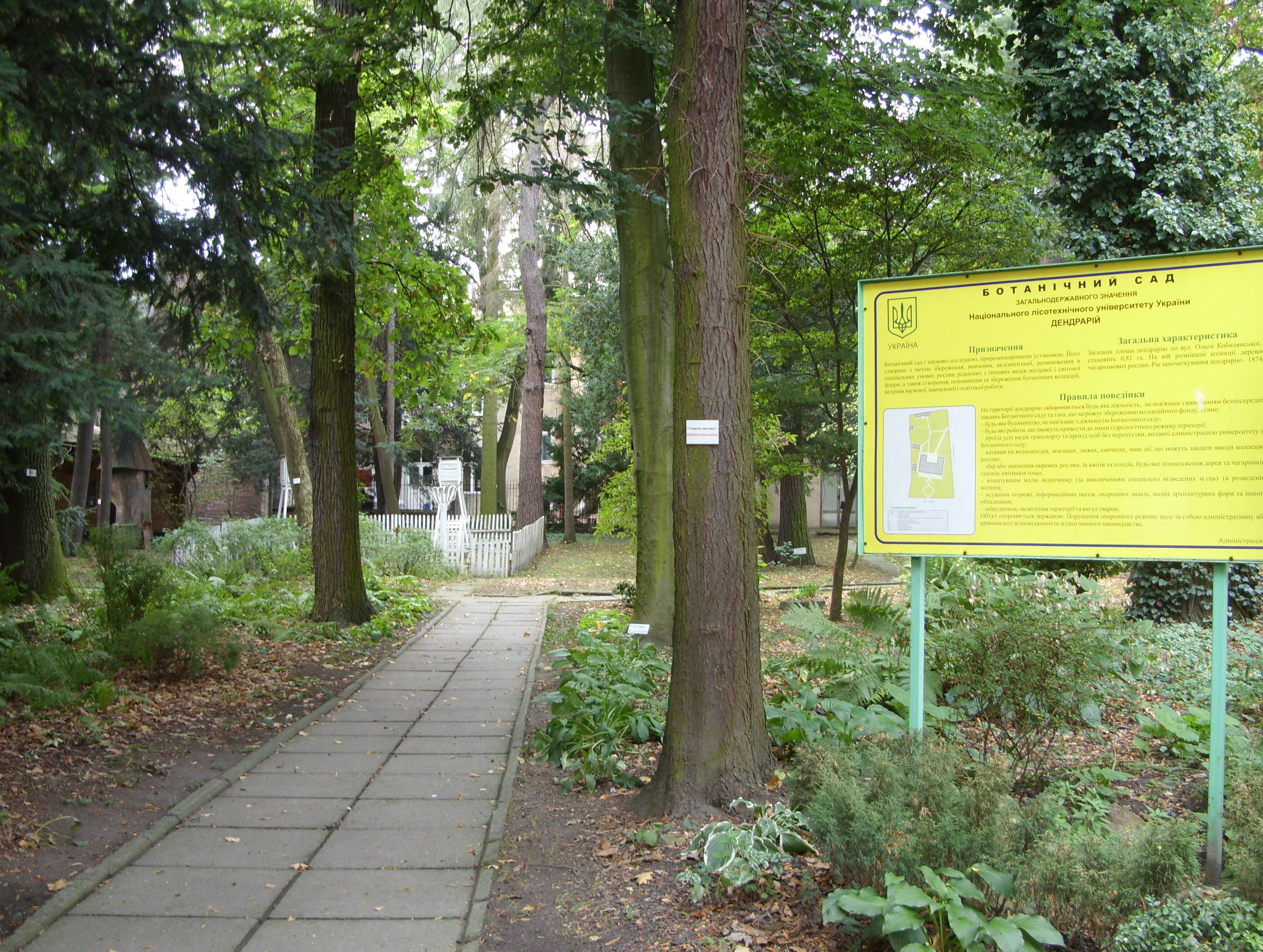
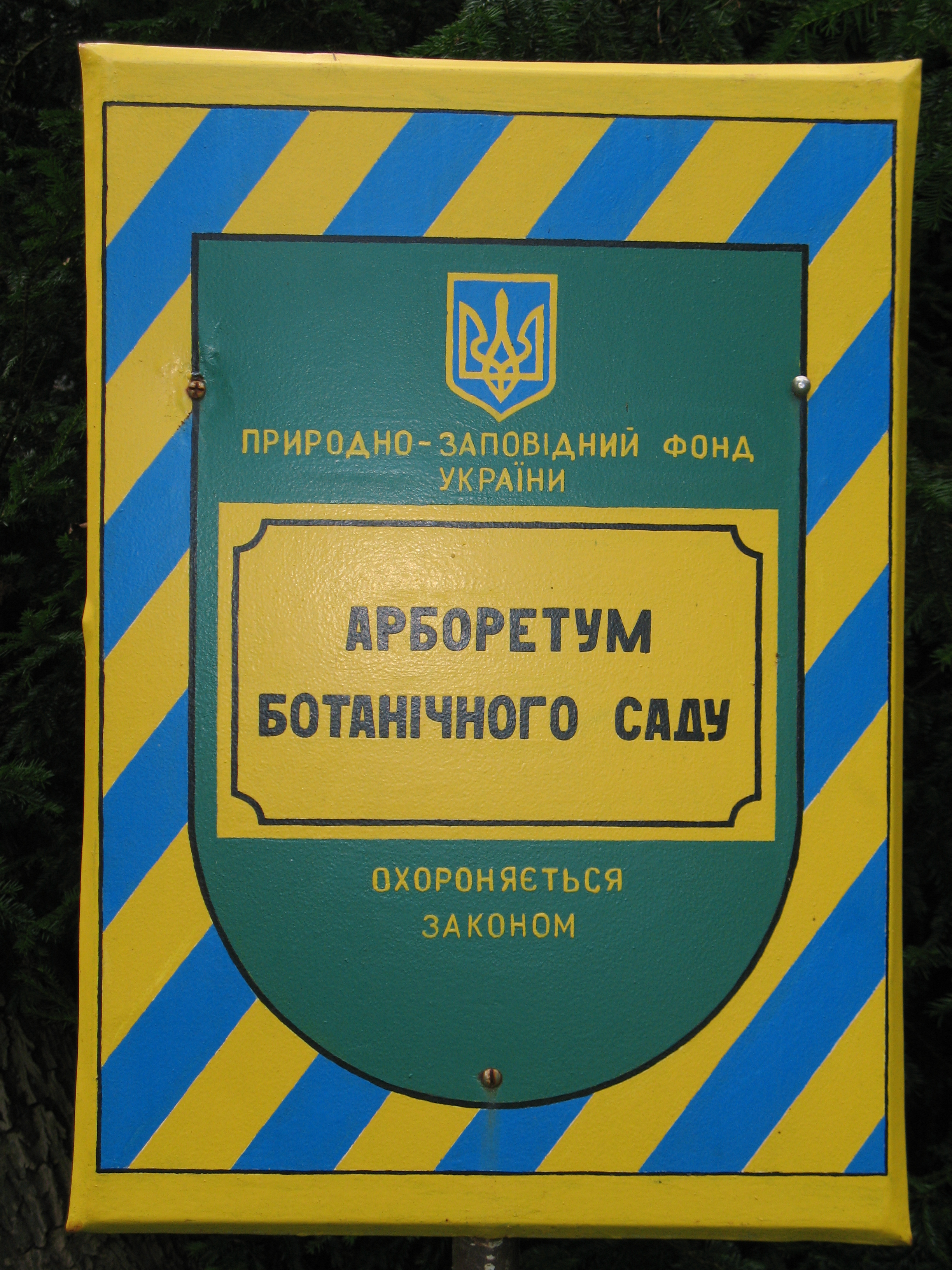
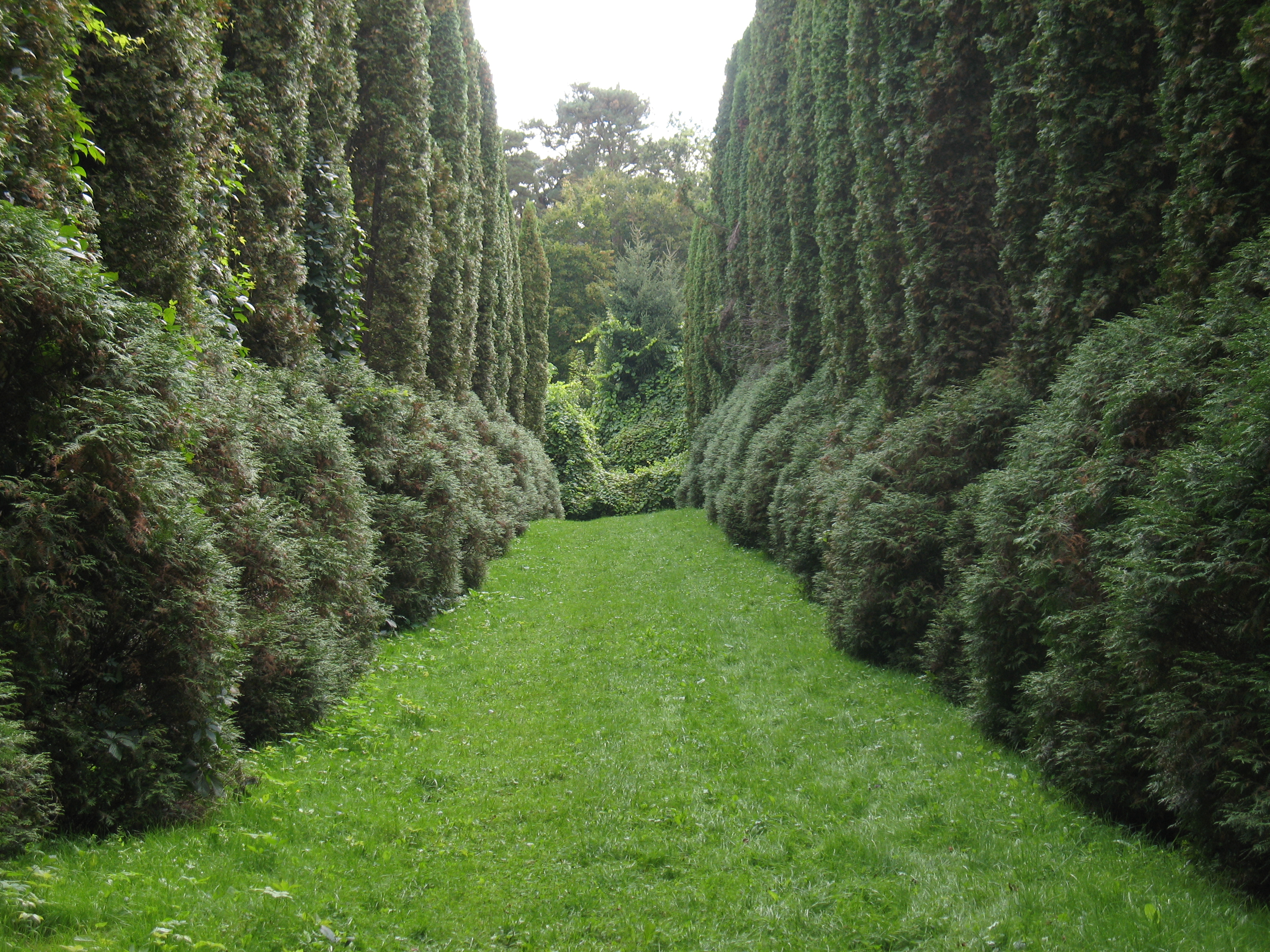
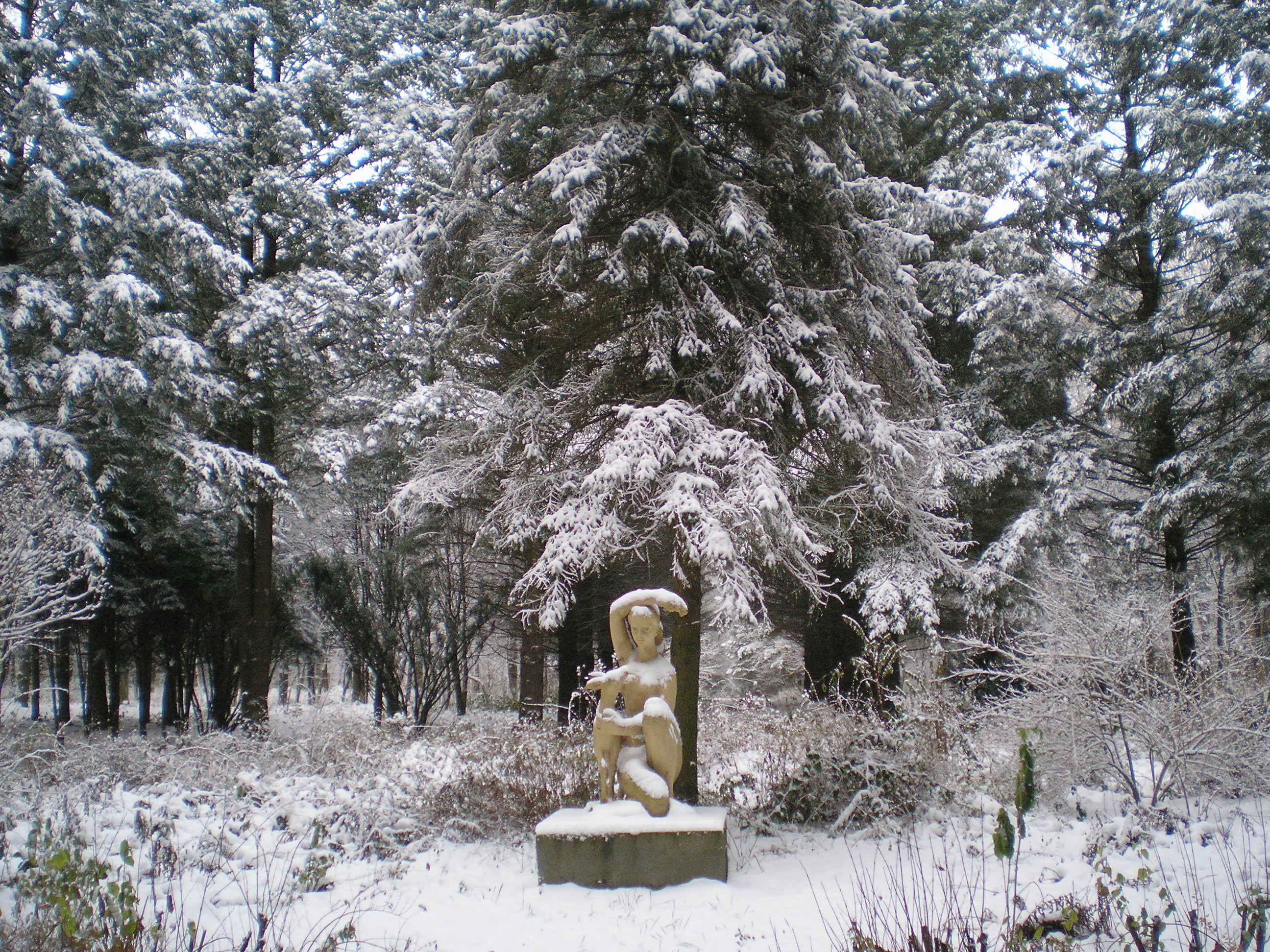